# Assassin’s Creed Shadows
Assassin’s Creed Shadows (в русской локализации — «Assassin’s Creed: Тени») — компьютерная игра в жанре action/RPG, разработанная студией Ubisoft Quebec и несколькими вспомогательными командами. Стала первой игрой в серии на новом движке Anvil Pipeline. Релиз состоялся 20 марта 2025 года на платформах Windows, macOS, PlayStation 5, Xbox Series X/S и iPadOS. Игра вышла одновременно в Steam и Ubisoft Connect.
Действие происходит в феодальной Японии в период с 1579 по 1580-е годы, главными героями стали куноити Наоэ и самурай Ясукэ. Это первая игра серии с 2015 года, в которой ассасины и тамплиеры представлены в их привычном формате. Ключевыми изменениями в игровом процессе стали более продвинутые механики паркура и стелса, адаптированные под времена года и погодные условия, а также разные стили прохождения в зависимости от выбранного персонажа. С момента анонса Assassin’s Creed Shadows неоднократно становилась объектом критики, затрагивающей главных героев, ряд неточностей и спорные детали, хотя получила в целом положительные рецензии.

## Игровой процесс
Традиционно для серии игровой процесс основан на трёх составляющих: паркур, стелс и боевая система. Помимо этого дальнейшее развитие получила ролевая система. Так как в игре два главных героя, между которыми можно переключаться, у каждого из них своё дерево навыков и снаряжение. Однако опыт, собранное оружие и ресурсы общие. Игровой процесс Наоэ больше адаптирован под скрытое прохождение, а Ясукэ силён во время открытого боя. После выхода кинематографического трейлера разработчики поделились подробностями с сайтом IGN, где был опубликован большой материал о геймплее.
В Assassin’s Creed Shadows нелинейная кампания, ориентированная на отслеживание и устранение целей в любом порядке. На кого-то можно натолкнуться случайно, исследуя открытый мир, а кого-то придётся долго выслеживать, выполняя квесты и проникая в укреплённые замки. Большинство заданий можно выполнить как за Ясукэ, так и за Наоэ, что позволяет выбрать более интересный для игрока подход. Также у каждого персонажа есть собственные миссии, доступные только им, и специальные вводные квесты. В игре множество побочных квестов и события в открытом мире, есть возможность создать шпионскую сеть с агентами и отправлять их на миссии по сбору информации о целях. Также у ассасинов есть убежище, где собираются союзники. В описании игры на Amazon сказано, что игрок получит возможность персонализировать убежище и придавать ему уникальный вид. Строительство жилища впервые в серии возможно на пустом земельном участке.
Основным нововведением в паркуре является крюк, которым может пользоваться Наоэ. Он отличается от крюка-кошки из Assassin’s Creed Syndicate, так как принцип его работы основан на физическом моделировании и раскачивании. Крюком можно зацепиться за край крыши или иную точку крепления, чтобы Наоэ могла туда забраться. Паркур активно задействован в стелсе: с помощью крюка ловкая Наоэ сможет забраться на потолок над коридорами и подстерегать врагов. Также появилась возможность ползать по земле и пролезать через небольшие отверстия.
Множество нововведений появится в стелсе. Для игры разработали новую систему глобального освещения, которая способна создавать динамический свет и тени, оказывающие влияние на зрение противника. Свет и тьма будут сильно влиять на стелс: игрок сможет прятаться в тени, тушить фонари, устранять факелоносцев. Появится датчик видимости: от полностью видимого до полностью скрытного. Добавлен новый тип неигровых персонажей — слуги, у которых есть свои маршруты передвижения. Они не смогут сражаться, но способны поднять тревогу и вызвать подкрепление. По ночам они носят с собой фонари. Также есть возможность нелетального нокаутирования противников. Вернётся полноценное орлиное зрение, позволяющее видеть противников и их слуг сквозь стены.
Также на стелс будут влиять времена года и погодные условия. Например, весной и летом игрок сможет прятаться в кустах и высокой траве, а осенью и зимой такой возможности не будет. В зимнее время года вода замерзает, не позволяя игроку заходить в пруды и бассейны. На краях крыш образуются сосульки, которые могут упасть. Также времена года влияют на поведение неигровых персонажей. Летом противники вынуждены продираться сквозь кусты, чтобы найти игрока. Зимой они будут греться возле огня или находиться в тёплых местах, из-за чего придётся обходить их другим маршрутом. Во время тумана, сильного ветра или снега противники не смогут увидеть или услышать игрока. Шторм позволит замаскировать шаги.
Боевая система для Ясукэ и Наоэ отличается. Ясукэ крупный и сильный, он может использовать оружие для блокирования атак и парировать удары. Щиты в то время не использовали, поэтому основная защита персонажа — броня. Уклонения и парирования очень важны. Наоэ не так сильна в бою, но если придётся сражаться, ей не удастся эффективно парировать или блокировать удары. Можно только уворачиваться и отражать. У брони есть система прочности, она может сломаться во время боя. Система разблокировки активных боевых навыков похожа на Assassin’s Creed Valhalla: чтобы получить их, нужно находить свитки ниндзя в открытом мире. Добавлена система повреждений предметов оружием игрока: с помощью катаны можно срезать кусты и вскрывать корзины, повреждать опоры. По словам креативного директора Джонатана Дюмона, Наоэ — самый быстрый ассасин в серии. Кроме того, поклонники аниме смогут выбрать «бег Наруто» на полной скорости с наклоном вперёд и согнув руки назад. Если чернокожий самурай является уравновешенным и умелым в бою, то девушка более вспыльчива и оказывается в сложных ситуациях, сталкиваясь с четырьмя или пятью противниками одновременно. С другой стороны, Наоэ может грациозно проскользнуть в тени, а у Ясукэ проблемы с «прыжком веры». Его не сделали ассасином, потому что это логично для повествования, как объяснил заместитель руководителя Симон Лемей-Комтуа. Что означает отсутствие орлиного зрения и доступа к боевым и скрытным средствам, которые есть у напарницы. Тем самым в их дизайне подчёркивалось, что персонажи совершенно разные. Если сосредоточиться на одном из них, то при прохождении не будет значительных упущений, исключение составляет персональная линия квестов Наоэ. Создатели не заставляют «разделять время», предлагая игрокам самим выбирать, когда переключаться между героями. У каждого из них есть несколько уникальных «деревьев мастерства», позволяющих улучшать и дополнять навыки самурая и синоби или ассасина, а также привязанных к носимому оружию. Для разблокировки продвинутых способностей иногда требуется выполнение особых заданий. Система знаний, которая совершенствует мастерство, имеет 6 рангов и постигается в ходе всего прохождения, в том числе при нахождении рукописей в храмах, молитве у святилищ, медитации кудзикири у Наоэ или освоении ката у Ясукэ.
В арсенале присутствует множество видов оружия феодальной Японии, в том числе катаны, боевая дубина канабо, копья юри, лук юми, сюрикэны, кунаи, кусаригама и нагината. Ясукэ может использовать аркебузы. Есть возможность улучшать и персонализировать их, например, создать собственную катану из собранных компонентов и придать ей уникальный облик. Наоэ способна совершать двойные убийства при помощи скрытого меча и танто, это стало доступным впервые за девять лет после выпуска Assassin’s Creed Syndicate. Также есть возможность призыва союзников для поддержки в бою, что присутствовало в Assassin’s Creed: Brotherhood. Схватки жестокие, с добиванием, обезглавливанием и расчленением, насилие в игровом процессе и кат-сценах сопровождается обильным кровопусканием, это относится и к скрытным убийствам. В замках есть ценные ресурсы и один сундук, дающий усиленное снаряжение. Чтобы забрать добычу, необходимо захватить тэнсю и устранить элитного стражника — самурая с дайсё. Если враги заметят проникновение на свою территорию, то поднимут тревогу. Во избежание обнаружения следует прятаться в тени, а также на деревьях и крышах. Несмотря на преимущество в силе, чернокожий герой способен устранить охранников бесшумно, выстрелив по ним из лука или пригнувшись и ударив длинной катаной, хотя это не так незаметно, как скрытый клинок, но противники не успеют никого предупредить. Кроме того, нужно обезвреживать колокольню, которая оповещает всех в главной башне.
Игрок получит в своё распоряжение акр земли, на территории которого располагается убежище, где можно размещать различные здания, а также настраивать их вид: изменять дизайн крыш, задавать внутреннюю планировку, расставлять стенды для демонстрации оружия и доспехов. Местонахождение — забытая и уединённая долина, скрытая в Идзуми Сэтцу, окружённая крутыми холмами и доступная только по узкой тропе в скалах. Сооружения следующие: хирома смотрителя Томико (по умолчанию, нельзя переместить или убрать), конюшни, кузница, какурэга, додзё, тэра (алтарь), дзиндзя, нандо (для сна и личных вещей), дзасики (гостиная), чайная комната, галерея, общие комнаты, павильоны. 24 сентября 2024 года в сети оказался дневник разработчиков, в котором показана возможность перемещать здание, поворачивать его вокруг своей оси и прокладывать тропинку к другой постройке. Как и в случае Assassin’s Creed Valhalla, строительство определённых помещений откроет дополнительные бонусы и улучшения. В убежище также могут находиться домашние животные и нанятые союзники. Времена года влияют на планировку и возведение строений. Разведчики отправляются добывать ресурсы, но для успешной экспедиции нужно учитывать погодные условия. Необходимые и особые товары приобретаются у торговцев в городах или на дорогах, обмен вещей осуществляется на японский мон. У главных героев нет необходимости охотиться, вместо этого игра предлагает найти и нарисовать редкую фауну, встречающуюся в дикой природе. Это изменение продиктовано тем, что в феодальной Японии не было большого количества крупных и агрессивных животных, которые могли бы бросить вызов. Таким образом более привлекательно наблюдать за ними и гладить их, чем вступать в бой. Кроме того, дзэн предполагает духовные практики и созерцание на природе.

### Открытый мир
В Assassin’s Creed Shadows игроку доступен большой открытый мир, охватывающий центральный регион Японии, в том числе провинции Ига, Арима и Оми. Период урбанизации, торговли и войн позволил разработчикам создать большое разнообразие локаций, среди которых города, торговые посты, сельскохозяйственные угодья и крупные замки, смоделированные в масштабе 1:1. Между ними находятся горы и леса. В начале на карте будут отображаться только названия территорий и изображения с особенностями ключевых локаций. По мере исследования мира постепенно начнут открываться новые области. Возвращены точки обзора, с их помощью получится видеть ближайшие городские районы, храмы, святыни, замки, многие из них связаны с заданиями. Поскольку нет спутника-орла, придётся самостоятельно находить удачную позицию, чтобы осматривать окрестности. Каждая точка открывает быстрое путешествие, но некоторые находятся в центре земель, захваченных врагами. В особых укрытиях какурэга можно пополнять запасы пищи, инструментов и боеприпасов, управлять контрактами, восстанавливать разведчиков и призывать союзников.
Креативный директор игры Джонатан Дюмон рассказал, что размер карты сопоставим с Assassin’s Creed Origins. Это сделано специально, чтобы максимально приблизить локации к их реальному масштабу. Горы будут выглядеть как наяву, а замки займут много места. Исследовать мир игры можно, переключаясь между двумя персонажами.
Благодаря возможностям нового движка Anvil Pipeline разработчики смогли добавить в игру времена года и динамическую погодную систему для каждого региона. Также проработана экосистема: например, весной ветер будет разносить пыльцу деревьев. Времена года будут меняться по мере прохождения сюжета. Всё это в совокупности может оказывать существенное влияние на игровой процесс. Для симуляции погодных явлений используется инструмент Atmos, который позволяет настраивать облака, ветер, осадки, изменять окружение не только эстетически, но и технически: во время дождя или тумана сложнее обнаружить персонажа из-за шума и ограниченной видимости.

## Сюжет
Основные события игры будут происходить в период Адзути-Момояма японской истории в промежутке между 1579 и 1580-ми годами, также игрок сможет наблюдать флешбэки. В кинематографическом трейлере показаны воспоминания главных героев: Наоэ вспоминает, как её отец, мастер-ниндзя клана Ига Фудзибаяси Нагато, обучал девушку мастерству синоби. А самурай африканского происхождения Ясукэ вспоминает, как он поступил на службу к Оде Нобунаге.
Впервые они встретятся во время восстания ниндзя в провинции Ига. Отряд самураев, в составе которого находится Ясукэ в полном самурайском облачении, сражается с мятежниками возле родной деревни Наоэ, в результате этого населённый пункт оказывается сожжён, а Наоэ проникается жаждой мести.
В дальнейшем главные герои объединятся, чтобы противостоять тамплиерам. Протагонисты могут заводить романы с Оити (в реальности в 1583 году совершила ритуальное самоубийство вместе с мужем), небинарным воином Ибуки, вассалом Оды Нобунаги Хори Хидэмасой, а также Гэннодзё и Кацухимэ (только Наоэ).

## Разработка и выпуск
В 2020 году Ubisoft Quebec завершила разработку Immortals Fenyx Rising, получив возможность приступить к работе над следующей игрой. Изначально ей должна была стать Immortals: Fenyx Rising 2, однако вместо неё студия начала разрабатывать следующую часть Assassin’s Creed. Именно тогда сеттингом была выбрана феодальная Япония. Ведущий продюсер Карл Онне в интервью сайту GamesIndustry.biz подтвердил, что разработка Assassin’s Creed Shadows началась в ноябре 2020 года. Также он отметил, что это рекордный для серии Assassin’s Creed срок разработки одного проекта. Изначально создатели вдохновлялись Ghost of Tsushima.
В сентябре 2022 года стало известно, что студия Ubisoft Quebec занимается разработкой новой игры в серии Assassin’s Creed под рабочим названием Assassin’s Creed: Codename Red. Её позиционировали как следующую ступень эволюции RPG-направления серии; креативным директором стал Джонатан Дюмон. 15 мая 2024 года Ubisoft представила первый кинематографический трейлер игры, получившей название Assassin’s Creed Shadows. Её действие будет разворачиваться в феодальной Японии, где предстоит управлять двумя главными героями: куноити Наоэ и самураем Ясукэ. Руководитель Шарль Бенуа сказал, что выбор Ясукэ в качестве персонажа обусловлен тем, что «мы можем открыть для себя Японию его глазами, глазами иностранца», по мнению сотрудника компании, большинство игроков сделают то же самое. 9 июня 2024 года на Xbox Games Showcase был показан трейлер на движке игры. 10 июня 2024 года игровой процесс Assassin’s Creed Shadows продемонстрировали на презентации Ubisoft Forward.
19 августа 2024 года Ubisoft выпустила видеоролик Assassin’s Creed Shadows: One Duo — Two Playstyles, где разработчики подробно рассказали о создании игрового процесса для Наоэ и Ясукэ. Они решили не соединять в одном персонаже синоби и самурая, чтобы появилась возможность лучше раскрыть оба архетипа. Так возникла идея о двух главных героях, которые сильно отличаются друг от друга.
Директором, ответственным за историческую часть, стала Стефани-Анна Руатта, работавшая в Ubisoft Quebec. Художники и разработчики съездили в Японию для того, чтобы вживую увидеть места, где будут происходить события игры. По их мнению, это полезный опыт, который позволит лучше воссоздать эпоху. Среди источников вдохновения Джонатан Дюмон назвал фильмы «13 убийц», «Сэкигахара», «Затойчи» и работы Акиры Куросавы. Директор по кинематографии Дэвид Ниббелин указал на влияние Квентина Тарантино, а также среди японских произведений перечислил «Манускрипт ниндзя» и заметил, что происходящее в игре может быть похоже на просмотр серии «Сёгуна». Для воссоздания Японии XVI века Руатта использовала «Записи о князе Нобунага», труды Луиша Фроиша, а также изображения ракутю ракугаи. Проект консультировали Сати Шмидт-Хори, ассоциированный профессор Дартмутского колледжа и Кадзума Хасимото, бывший сотрудник Sweet Baby Inc., мнение которого цитировала The New York Times. Автор книги «Африканский самурай: правдивая история Ясукэ» Томас Локли говорил, что не связан с игрой, несмотря на сведения о его участии в подкасте с Ubisoft. Комментарии в интернете по поводу темнокожего персонажа вызвали у Локли разочарование ввиду того, что люди, не разбирающиеся в японской истории, языке и терминологии, о которых они рассуждали, внезапно стали знать обо всём.
10 сентября 2024 года Sony подтвердила, что Assassin’s Creed Shadows получит поддержку PlayStation 5 Pro. 12 сентября 2024 года был опубликован трейлер, посвящённый миру игры. Арт-директор Тьерри Дансеро объяснил, что долгий срок, который потребовался Ubisoft для разработки, связан со стремлением раскрыть по максимуму возможности нового поколения платформ. Дансеро утверждает, что это «крайне необходимо» для сеттинга. Игра по масштабу сопоставима с Origins, превосходит Mirage, но меньше Valhalla. Вместо того, чтобы показать Японию в мельчайших деталях, Shadows сосредоточена на Хонсю, «где происходят все события, связанные с Одой Нобунагой». Основное прохождение может занять 30—60 часов в зависимости от исследования мира. Чтобы урегулировать разногласия среди поклонников, предусмотрен каноничный режим, позволяющий играть с уже сделанным выбором. Нарративный директор Брук Дэвис подчеркнула, что ни одна из любовных историй не является каноном, поэтому пользователи смогут решать, вступать с кем-нибудь в отношения, или нет. В 2025 году разработчик из Ubisoft ответил на этот вопрос следующим образом: в каноническом режиме вообще нет романтических контактов, потому что они слишком личные и не подходят для ролевой игры в мире Assassin's Creed.
Ubisoft Japan сообщила об отмене трансляции на Tokyo Game Show 26—29 сентября 2024 года в силу «различных обстоятельств». Ожидалось, что на выставке появятся подробности Assassin’s Creed Shadows, но этого не случилось. Закрытый показ игры для прессы в начале октября 2024 года также не состоялся. Это поставило под сомнение выход Assassin’s Creed Shadows в назначенный срок. Forbes связал подобные обстоятельства с потрясениями в Ubisoft, когда Star Wars Outlaws не стала мегахитом и не оправдала надежд, а многопользовательский проект XDefiant не принёс хороших результатов. Проблемы привели к падению акций компании на 7 % в конце сентября 2024 года, на 44 % за три месяца и на 60 % за год. Рыночная капитализация Ubisoft составила всего 1,7 миллиарда долларов. Assassin’s Creed Shadows была снята с участия и на других мероприятиях, например, EGX 25—27 октября 2024 года.
Выпуск игры планировался 15 ноября 2024 года для Windows, macOS, PlayStation 5, Xbox Series X/S и iPadOS , но был перенесён на 14 февраля 2025 года. Также исполнительный продюсер серии, Марк-Алексис Коте, обратил внимание на то, что игра выйдет одновременно в Steam и Ubisoft Connect. После известия о переносе Assassin’s Creed Shadows акции издателя упали на 19 %. Тем не менее Ив Гиймо выразил уверенность, что игра будет продаваться так же хорошо, как и Ghost of Yotei, поскольку они обе высокого качества и происходят в феодальной Японии, для них достаточно места в жанре приключенческого экшена с открытым миром. Руководитель французской компании считал главным отличием присутствие двух протагонистов с разным геймплеем. 21 октября 2024 года Ubisoft объявила об отмене раннего доступа и сезонного пропуска к игре для обладателей коллекционного издания. Season Pass мог позволить игрокам загрузить контент без дополнительной платы. 30 октября 2024 года главный финансовый директор Ubisoft Фредерик Дюге на пресс-конференции после обнародования отчёта компании заверил, что игра выйдет вовремя и в отличном качестве. Решение отложить выпуск связано с плохим приёмом Star Wars Outlaws, которая не была должным образом «отполирована» и не оправдала коммерческих ожиданий. Поэтому создателям нужно убедиться, что с первого дня выхода будет хорошая оптимизация. Задержка Assassin’s Creed Shadows привела к дополнительным расходам на разработку в размере 20 миллионов евро (21,7 миллиона долларов).
2 ноября 2024 года Марк-Алексис Коте, выступая на BAFTA, рассказал о стремлении восстановить баланс между историческим и современным сюжетом в серии, потому что после завершения арки Дезмонда в Assassin’s Creed III сюжет в современности с трудом нашёл опору, став предсказуемым и повторяющимся, и отошёл на второй план. Теперь современность будет способствовать развитию исторического путешествия, а не затмевать его. Assassin’s Creed Shadows начнёт «третий период» в истории франшизы и заложит основу для «эволюции повествования», которая подразумевает более глубокое изучение тем памяти, идентичности и независимости, как прошлое формирует настоящее и каким образом это может повлиять на будущее, позволяя размышлять о современных проблемах: свободы против контроля, силы знания, а также противоречиях между индивидуальностью и конформизмом. Коте вновь высказался в защиту создателей Shadows, а также «самурая африканского происхождения» Ясукэ, чьё появление вызвало вопросы и споры, и особенно Наоэ, которая подверглась осуждению за свой пол, хотя она является вымышленным персонажем. По мнению продюсера, ограничение творческой свободы происходит подобно тому, что написано в книге «Как умирают демократии»: когда хорошие люди решают молчать. Поскольку культурные различия вызывают рознь, «я считаю, что мы сталкиваемся с тем, что Фарид Закария называет „Эпохой революции“, временем, когда настоящий конфликт происходит не между левыми и правыми, а между обществами, которые закрываются, и теми, что открываются миру». Поэтому важно, чтобы разработчики умели отличать конструктивную критику от предвзятости, вызванной нетерпимостью: «Оставаться верным истории — значит принимать богатство человеческих взглядов без компромиссов».
9 января 2025 года Ubisoft приняла решение перенести релиз Assassin’s Creed Shadows на 20 марта, дата совпала с 30-летием террористического акта в токийском метро. После этого известия акции компании упали более чем на 10 %. 23 января 2024 года был опубликован сюжетный трейлер. Шарль Бенуа связал перенос с полировкой игры и сбалансированием без изменения крупных систем. Дополнительной доработки потребовал паркур, потому что в японской архитектуре крыши очень сложные, если сравнивать данную работу с Odyssey и Syndicate, для плавного перемещения понадобились особые анимации. Сервис Infinity теперь будет называться Animus Hub, планируется, что он будет предоставлять игрокам доступ к новому контенту и служить лаунчером предыдущих игр серии. Ubisoft намерена развивать с помощью данного сервиса сюжетную линию в современности, на платформе будут размещены сведения по вселенной игры. 12 февраля 2025 года появился технический трейлер, посвящённый в том числе обновлённому движку Anvil с динамической сменой сезонов, разрушаемым окружением и многочисленными улучшениями. Заявлена поддержка частоты 60 кадров в секунду (2160p апскейлинг) в режиме производительности на PlayStation 5 и Xbox Series X, технологий DLSS 3.7, FSR 3.1 и XeSS 2 (в рамках партнёрства с Intel), а также собственного временного анти-алиасинга, графических процессоров до RTX (GTX 1070, GTX 1080 Ti и эквивалентных), звука Dolby Atmos и DTS:X.
Несмотря на падение выручки ввиду изменения сроков релиза, Ив Гиймо отметил, что предзаказы показали крепкие результаты и соответствуют Assassin’s Creed Odyssey. 14 марта 2025 года на стриминговых сервисах Apple Music и Spotify появился саундтрек за авторством группы The Flight. В Японии Assassin’s Creed Shadows выйдет с рейтингом от 18 лет и подвергнется цензуре из-за жестокости и насилия. 20 марта 2024 года также будет издан приквел игры в виде манги, рассказывающей о молодой ученице ассасинов, которая сражается с тамплиерами. Ubisoft подтвердила, что некоторые пользователи получили доступ к Assassin’s Creed Shadows почти за месяц до официального релиза и призвала не раскрывать детали, так как любые утечки не будут отражать финального качества. Джонатан Дюмон рассказал о продолжительности, которая составит 30—40 часов для сюжета и 80 для полного прохождения, а также сообщил о возможности появления опции «новая игра+» после выпуска. Несмотря на ранние утверждения о несовместимости со Steam Deck по причине несоответствия минимальным системным требованиям, издатель анонсировал поддержку портативной игровой системы 20 марта 2025 года.
17 марта 2025 года неназванный сотрудник Ubisoft сообщил в передаче Tech & Co на французском канале BFM TV, что если Assassin’s Creed Shadows будет продаваться очень хорошо, они смогут «вздохнуть спокойно», но при среднем результате возникнут проблемы. Поэтому оптимизм осторожный, идеальный вариант — достичь показателей Odyssey. Дополнительный месяц на разработку действительно был нужен, чтобы закончить игру, некоторые люди трудились без выходных. Имеются опасения по поводу выхода Ghost of Yotei, которая происходит в похожей обстановке и может затмить Shadows в долгосрочной перспективе. Давление оказывают внутреннее напряжение и частичный коммерческий провал Prince of Persia: The Lost Crown, Skull and Bones, Avatar: Frontiers of Pandora и Star Wars Outlaws. Учитывая общественную реакцию, особенно нападки движения против DEI из-за присутствия чёрного самурая и споры среди японцев, заявляющих о культурном предательстве, по инициативе из Канады, компания намерена бороться с онлайн-преследованием и защищать работников, которым обещана психологическая и юридическая поддержка. 20 марта 2025 года  разработчики выпустили первое обновление в ответ на критику в японском парламенте, сделав религиозные предметы в святилищах неразрушаемыми, а также уменьшив количество происходящих там кровавых сцен. 22 марта 2025 года Дэвид Ниббелин сказал следующее: Shadows — не документалистика, одно из преимуществ в работе над подобным проектом заключается в том, что «нам не нужно рассказывать традиционную японскую историю. Это не фильм о феодальной Японии, где всё должно быть очень реалистично, потому что у Assassin's Creed весьма уникальный взгляд на историю». Создатели не пытаются показать страну со строго объективной или преобладающе стереотипной точки зрения. В игре есть некоторые современные вещи, с позиции Ниббелина, Ubisoft может себе позволить свободно трактовать события. 26 марта 2025 года компания публично ответила в X Илону Маску, критиковавшему стримера Хасана Пайкера, который рекламировал Assassin’s Creed Shadows за деньги, тем, что высмеяла навыки миллиардера в Path of Exile 2, где он называл себя «одним из лучших игроков на хардкоре», а в действительности не разбирался даже в базовых механиках, поскольку за него это делали другие люди. 30 апреля 2025 года были анонсированы сюжетная миссия «Работы Луиша Фроиша», посвящённая учёному-иезуиту XVI века, обновление паркура, расширенный фоторежим, которые стали доступными в мае и июне. 27 мая 2025 года состоялась коллаборация с Dead by Daylight. В конце июля 2025 года Ив Гиймо назвал примерный бюджет игры, который составил более 100 миллионов евро, потраченных на производство, но глава Ubisoft отказался раскрывать окончательную стоимость, по его словам, в движок также были вложены значительные средства. Режим «Новая игра+» вышел 29 июля 2025 года. 13 августа 2025 года разработчики сообщили, что Assassin’s Creed Shadows не получит режим Discovery Tour, ранее присутствовавший в Valhalla, Origins и Odyssey. Вместо этого принято решение «интегрировать „Исторический кодекс“ непосредственно в основную игру, чтобы он был доступен всем».

## Продажи
По данным Ubisoft за первый день количество игроков составило более миллиона человек, спустя два дня превысило два миллиона, за неделю было более трёх миллионов. На дебютной неделе продажи в Великобритании заняли первое место, обойдя Xenoblade Chronicles X Definitive Edition. В предоставленной IGN электронной почте для внутреннего пользования содержались сведения о том, что 20 марта 2025 года продажи принесли второй по величине доход в истории франшизы, уступив только Valhalla. Также это лучший запуск Ubisoft за первый день в PlayStation Store. 27 % активаций в Steam и собственном цифровом магазине были на Windows. Но точные показатели не раскрывались. Издатель призвал не сравнивать успех с игрой 2020 года, которая выпускалась в чрезвычайных условиях, в разгар пандемии COVID-19, массовых карантинов и с новыми консолями, таким образом «более разумно» сопоставлять с Origins, Odyssey и Mirage. Famitsu опубликовал данные 17—23 марта 2025 года в Японии, где версия на PlayStation 5 заняла 5 место в топ-10 и было реализовано 17,7 тысяч копий, за вторую неделю продажи достигли 5,5 тысяч копий, игра опустилась на восьмую строку. На 12 апреля 2025 года Assassin’s Creed Shadows заняла 5 место в топ-10 самых продаваемых игр Великобритании. По данным аналитической компании Circana, Shadows лидировала по продажам игр в США в марте 2025 года, но в годовом результате уступила Monster Hunter Wilds. По выручке в долларах первое место было на платформе Xbox, а второе на PlayStation и в Steam. Также это третий показатель в серии за месяц выпуска на американском рынке, уступающий только Assassin's Creed III и Valhalla. В отчёте за 2024—2025 финансовый год Ubisoft заявила, что игра показала уверенные результаты, заметно опередив Assassin’s Creed Odyssey, однако чистая прибыль компании упала на 20,5 %. Alinea Analytics представила сведения, согласно которым в марте 2025 года тираж на Windows составил 367 тысяч копий. На 12 июля 2025 года Shadows снова вернулась в топ-10 продаж цифровых копий компьютерных игр в Великобритании, поднявшись с 25 на 5 место. На 22 июля 2025 года аудитория превысила 5 миллионов игроков. Согласно компании The Game Business, в первой половине 2025 года Assassin’s Creed Shadows стала самой продаваемой новой игрой в Европе, но в топ-20 заняла 2 место, первенство досталось EA Sports FC 25.

## Загружаемый контент
«На растерзание псам» (англ. Thrown to the dogs) — эксклюзивная миссия, которая в день выхода игры была доступна только тем игрокам, которые сделали предзаказ или подписаны на Ubisoft+. 27 мая 2025 года обновление 1.0.5 открыло доступ к заданию всем игрокам. 
Deluxe Pack включает в себя два набора персонализации. Первый — двойной набор «Сэкирю», который включает в себя новые доспехи для Ясукэ и Наоэ, катану «Глаз дракона», длинную катану «Коготь дракона», скакуна — зверя Сэкирю и безделушку «Зуб дракона». Второй — Hideout Pack, позволяющий разместить в убежище гобелен, маску, традиционный японский зонт гифу и мидзубати — посуду для питьевой воды. Также в цифровом делюкс-издании доступны 5 очков мастерства.
«Труды Луиша Фроиша» — бесплатное дополнение, появившееся 6 мая 2025 года в составе обновления 1.0.4. Включает в себя несколько заданий, во время которых португальский миссионер Луиш Фроиш даёт несколько поручений Ясукэ или Наоэ: вернуть потерянные записи, обеспечить защиту леди Сатоко и получить больше информации о деятельности иезуитов в Японии. 
Dead by Daylight — бесплатное дополнение, вышедшее 27 мая 2025 года в составе обновления 1.0.5 и в рамках коллаборации с одноимённой игрой. Включает новую миссию, во время которой главным героям предстоит выяснить причину исчезновения жителей деревни, в чём замешаны потусторонние силы. 
A Critical Encounter — бесплатное задание, доступное с 25 июня 2025 года в рамках обновления 1.0.6, кроссовер с сериалом Critical Role. Руфино, старый друг Томико и Хэйдзи, при помощи Наоэ и Ясукэ раскрывает заговор, связанный с таинственной организацией, убивающей людей. 
«Когти Авадзи» (англ. Claws of Awaji) — первое крупное дополнение, запланированное к выходу 16 сентября 2025 года, бесплатно по предзаказу игры. Главные герои посетят таинственный остров, чтобы найти там сокровище. На них начнут охотиться неизвестные противники, расставив повсюду смертельно опасные ловушки и засады. Помимо новой локации, «Когти Авадзи» будут включать более десяти часов контента, а также новое снаряжение и способности. Условия доступа такие же, как у задания «На растерзание псам». Короткий трейлер был опубликован 24 января 2025 года на официальном канале Ubisoft. После выпуска дополнение можно будет приобрести отдельно.

## Критика
| Сводный рейтинг       | Сводный рейтинг                       |
| Агрегатор             | Оценка                                |
| --------------------- | ------------------------------------- |
| Metacritic            | 79/100 (PC) 82/100 (PS5) 85/100 (XSX) |
| OpenCritic            | 81/100                                |
| «Критиканство»        | 66/100                                |
| Иноязычные издания    |                                       |
| Издание               | Оценка                                |
| 4Players              | 7/10                                  |
| Edge                  | 8/10                                  |
| Eurogamer             | [ 135 ]                               |
| Famitsu               | 36/40                                 |
| Game Informer         | 8,5/10                                |
| GameSpot              | 8/10                                  |
| GamesRadar+           | [ 139 ]                               |
| GameStar              | 87/100                                |
| Hardcore Gamer        | 3,5/5                                 |
| IGN                   | 8/10                                  |
| Jeuxvideo.com         | 17/20                                 |
| NME                   | [ 144 ]                               |
| PCGamesN              | 6/10                                  |
| PC Gamer (US)         | 80/100                                |
| Push Square           | 8/10                                  |
| Shacknews             | 8/10                                  |
| The Guardian          | [ 149 ]                               |
| VG247                 | [ 150 ]                               |
| VideoGamer            | 8/10                                  |
| Video Games Chronicle | [ 152 ]                               |
| Русскоязычные издания |                                       |
| Издание               | Оценка                                |
| 3DNews                | 9,0/10                                |
| GameMAG.ru            | 7/10                                  |
| PlayGround.ru         | 8/10                                  |
| Riot Pixels           | 68 %                                  |
| StopGame.ru           | «Похвально»                           |

### До релиза
В 2014 году креативный директор Assassin’s Creed III и Far Cry 4 Алекс Хатчинсон заявил, что сеттинг феодальной Японии не подходит для серии, поскольку он и так хорошо представлен в компьютерных играх.
После выхода кинематографического трейлера Assassin’s Creed Shadows критиковали некоторые игроки, удивившиеся тому факту, что один из главных героев не является японцем. Видеоролик получил на платформе YouTube множество негативных оценок. В ответ на это на сайте IGN вышла подробная статья, в которой редактор объяснил, что в массовой культуре присутствует множество игр с японскими самураями, в числе которых Sekiro: Shadows Die Twice, Ghost of Tsushima и Rise of the Ronin. По его мнению, решение Ubisoft было мотивировано желанием сделать Assassin’s Creed Shadows уникальным проектом и выделиться по сравнению с другими. Консервативная общественность осудила воук-составляющую, присутствующую в игре, а также намёк разработчиков о том, что персонажи смогут заводить романы с представителями ЛГБТК. Илон Маск опубликовал твит в X по поводу Ясукэ: «DEI убивает искусство». Продюсер Марк-Алексис Коте заявил Video Games Chronicle, что не стал реагировать напрямую, хотя для него «это печально, он [Маск] просто разжигает ненависть. Мне пришло на ум много ответов из трёх слов. Нападая на такого человека, как Илон… я не смогу убедить людей в точке зрения нашей команды. У нас есть суперзагадочный исторический персонаж, о котором мало что известно. И для нас это было то, что мы хотели видеть в Assassin’s Creed». Но компания была замечена в плагиате и вынуждена принести извинения за кражу изображения у группы исторических реконструкторов «Стрелковый корпус Сэкигахары» для концепт-арта и артбука игры. В конце октября 2024 года Ubisoft связалась с одним из участников и сообщила, что удаляет флаг Sekigahara Teppo-tai из артбука Assassin’s Creed Shadows. Сатоси Хамада из Палаты советников Японии призвал правительство страны провести расследование исторических неточностей в Assassin’s Creed Shadows, например, использования китайской архитектуры вместо японской, и раскритиковал изображение вассала низкого ранга, сопоставимого с выдающимся даймё, таким как Ода Нобунага.
23 июля 2024 года компания-издатель извинилась перед японскими игроками за ошибки в рекламных материалах игры и напомнила, что не стоит считать это фактической репрезентацией исторических событий или персонажей, так как Assassin’s Creed Shadows в первую очередь выступает развлекательной игрой в формате исторической фантастики. Ubisoft добавила, что принимает конструктивную критику и будет вносить изменения до и после выпуска. Авторы подчеркнули, что работают с многочисленными экспертами по истории Японии и всегда использовали реальность для своих сюжетов, чтобы пробудить интерес игроков к эпохе. На 31 сентября 2024 года петиция, размещённая на сайте Change.org, об отмене игры и с обвинениями Ubisoft в «непонимании природы и роли самураев», набрала 105 тысяч подписей и завершилась успешно. Министерство образования, культуры, спорта, науки и технологий Японии ответило на запрос Хамады, что необходимые меры применяются при условии, если имеются какие-либо подозрения в отношении контента, нарушающего общественный порядок и мораль. В министерстве иностранных дел и министерстве экономики, торговли и промышленности отказались от комментариев. Продюсер Карл Онне заверил, что в Ubisoft стараются сделать Shadows «максимально аутентичной» и надеются привлечь больше японских игроков, проявив к ним уважение. Для компании примером успешных продаж западных игр в Японии является Ghost of Tsushima. При разработке сотрудники занимают скромную позицию: когда ничего не известно, «мы должны учиться всему с нуля», — сказал Онне. «Мы хотим создать нечто такое, благодаря чему, увидев и сыграв, они [японцы] узнают свою страну». Арт-директор Тьерри Дансеро отреагировал спокойно: «Хорошо, что наша игра заметна». Что касается письма с извинениями, «если мы каким-либо образом оскорбили [людей], нам жаль, но это не наша цель». Дансеро уверен насчёт того, как будет воспринята Assassin’s Creed Shadows — с его позиции, разработчики сделали отличную игру и гордятся этим, хотя «это личный вопрос — решать каждому».
Wired сравнил негативные отзывы в интернете с «Геймергейтом» и альтернативными правыми. В статье приведено мнение Полы Кертис, научного сотрудника Центра японских исследований Тэрасаки Калифорнийского университета в Лос-Анджелесе. Она сказала, что есть обоснованные жалобы на решения разработчиков, но много и дискриминационных ответов, которые являются «античёрными», женоненавистническими и политически мотивированными. Важно заметить, что фанаты и комментаторы, а также поднимаемые ими вопросы неоднородны. Мегна Джаянт, сценарист и нарративный дизайнер, считает, что основной стимул альтернативных правых — ненависть к «другим». Даже если очистить игры от женщин, небелых людей, квира, чему ни в коем случае нельзя поддаваться, «они обратятся к недостаточно „мужественным“ изображениям белых мужчин». В итоге сторонники «Геймергейта 2.0» скрыли своё презрение к Ясукэ заботой об историческом соответствии. PC Gamer пишет, что Ubisoft попыталась решить проблемы «достоверности» в Assassin’s Creed Shadows и только ухудшила обстановку. Заявление, которое не нужно было выпускать, стимулирует бурю возмущения. Хотя сообщение адресовано японцам, оно лишь подстегнуло критику со стороны «реакционной части западных игроков». Многие читатели восприняли письмо таким образом, что компания «кормит троллей», поддаваясь жалобам, исходящим от белых западных геймеров и гневных пользователей YouTube, а не от настоящих японских игроков. Но Ubisoft «уже не раз осуждала этих реакционеров». Возможно, издатель был вынужден отреагировать после того, как японский сенатор — один из двух членов крайне правой партии — написал в «Твиттере» о том, что игра является актом культурной апроприации. Однако подавляющее число отрицательных голосов в кинематографическом трейлере Shadows намекает на «ответный удар реакционеров», а не на лёгкое разочарование мелкими деталями. Какова бы ни была причина, по которой Ubisoft почувствовала необходимость успокоить небольшую группу игроков, это заявление дало недобросовестным критикам новое прикрытие для очередной волны нападок, замаскированных под «простые вопросы» об исторической точности.
Суть споров касалась вопроса, был ли Ясукэ — темнокожий раб, который оказался в Японии, — самураем. В отделе литературы стран Азии и Африки ИМЛИ РАН прокомментировали, что, вероятно, он являлся лишь слугой, сначала у Оды Нобунага, затем у его вассалов. Самураи, даже иностранцы, получали фамилии, у Ясукэ это отсутствует. Нет источника, где сообщается о его социальном статусе. Известно, что он был подарен Оде Нобунаге. Но не только темнокожий самурай вызывает вопросы при просмотре премьерного трейлера. Все рядовые воины ходят в парадной броне высшей военной знати. Подобное изображение не соответствует действительности. Проблема состоит в том, что массовая публика в основном знакома с элементами японской культуры периода Токугава: примерно XVII — первой половины XIX века. «В случае с Shadows можно наблюдать довольно трепетное отношение к своей истории от японцев, особенно со стороны консервативной молодёжи, которой с каждым годом становится всё больше. Разработчиков же можно понять: основным рынком сбыта продукции остаётся Запад, где проблема так называемой инклюзивности стоит достаточно остро». Юити Годза, автор книги про войну Онин, заметил по поводу дискуссии в Assassin’s Creed Shadows, что поскольку материалов о Ясукэ сохранилось очень мало, трудно что-либо сказать о нём. Его биография не является основным направлением исторических исследований. Нельзя отрицать возможность того, что свидетельство о Ясукэ было добавлено в один из десятков сохранившихся списков «Записей о князе Нобунага» при более позднем редактировании. «Я уверен, что он не был тем „воином-самураем“, каким его представляют западные люди, уничтожающим врагов одного за другим, и мне некомфортно, когда с ним обращаются как с легендарным самураем», — добавил историк. Годза считал, что главным героем следовало бы сделать известного фехтовальщика, например, Миямото Мусаси. К Ясукэ могли относиться как к диковинному чужеземцу, который сопровождал Оду Нобунагу, несмотря на наличие жалованья, дома и меча вакидзаси, у него не было фамилии, а также другого самурайского оружия — катаны и длинного лука, он не участвовал в боях и не имел военных заслуг.
15 октября 2024 года производитель PureArts снял коллекционную фигурку Ясукэ и Наоэ с продажи из-за «бесчувственного» дизайна. Компания принесла извинения за причинённый вред и обещала внести изменения. Причина заключалась в том, что некоторые люди жаловались на оскорбительное изображение ворот тории с одной колонной. В Японии это можно найти в Нагасаки в храме Санно-дзиндзя, расположенном в 900 метрах от эпицентра взрыва атомной бомбы, сброшенной на город в 1945 году, в результате чего погибло более 60 тысяч человек. Журналист The Guardian спросил Ubisoft насчёт большого количества неприятных комментариев и онлайн-преследований, направленных против сотрудников компании за последний год, «они по понятным причинам выглядели испуганными», и никто не хотел говорить об этом напрямую. Джонатан Дюмон пояснил, что критика всегда принимается, независимо от того, является ли она субъективной или хорошим отзывом. 20 февраля 2025 года представитель храма Итатэхёдзу в Химэдзи заявил «Санкэй симбун», что будут приняты соответствующие меры в связи с публикацией видео из игры, где Ясукэ входит в святилище и разрушает алтарь и другие предметы. На вопрос, обращалась ли Udisoft за разрешением использовать данное сооружение в Assassin’s Creed Shadows, служитель ответил: «Нет. Даже если бы это случилось, мы бы отказались». 21 февраля 2025 года Дюмон сказал японскому сайту 4Gamer по поводу верности истории, что с помощью игры люди познакомятся с контекстом и общими событиями, после чего заинтересуются и пойдут в музеи и другие места, чтобы узнать о том, как происходило на самом деле. Креативный директор признал, что были допущены некоторые ошибки. Он также заметил, что Ясукэ являлся очень интересным человеком, связывавшим Японию с другими странами, хотя и загадочным, но близким к Нобунаге, а потому идеальным персонажем для изображения в художественном произведении. Несмотря на познания в японской культуре, полученные при разработке, Дюмон считал, что этого недостаточно и выразил надежду на понимание аудитории, поскольку Assassin’s Creed: Shadows создана как захватывающая историческая фантастика и развлечение. 14 марта 2025 года Такэси Нагасэ, член городского совета Кобе и собрания префектуры Хиого, призвал бойкотировать игру за оскорбление японской культуры. 19 марта 2025 года на заседании парламента Хироюки Када из Палаты советников Японии высказал недовольство тем, что в предыдущих частях Assassin’s Creed нельзя было осквернять священные места, а в Shadows подобные действия разрешены, назвав это проявлением неуважения к стране. Опасения среди чиновников и религиозных деятелей вызывает угроза того, что подобные нападения и погромы могут повториться в реальной жизни. Премьер-министр Сигэру Исиба в ответ заявил, что вандализм в синтоистских храмах совершенно недопустим.
Ещё одной причиной для критики стал эксклюзивный квест, который предлагался только владельцам Season Pass. Данный формат распространения ранее раскритиковали фанаты «Звёздных войн», узнавшие, что доступ к одному из заданий с Джаббой Хаттом в Star Wars: Outlaws получат только владельцы Season Pass.

### Рецензии
Первые оценки, опубликованные 18 марта 2025 года, оказались в целом положительными, находясь на уровне Valhalla и превосходя показатели Mirage. Рецензенты выделили открытый мир, а также игровой процесс за Наоэ, но сюжет оказался не самым проработанным, как и раскрытие протагонистов. Некоторых журналистов разочаровало прохождение за Ясукэ, другие заметили, что серия нуждается в обновлении. Мнение определённых сайтов о том, что игра сделана с большим уважением к японской истории и культуре, вызывает вопросы на фоне многочисленных скандалов. Обозреватели считают, что несмотря на качество, Assassin’s Creed Shadows не претендует на звание лучшего ролевого экшена и «возвращается к истокам», сосредотачиваясь на персонажах и стелсе. При этом боевая система является эффективной в отличие от знаний, которые заставляют выполнять второстепенные действия. Критики пришли к выводу, что игра получилась «относительно безопасным шагом вперёд», который не переубедит противников франшизы, но придётся по душе поклонникам.
Согласно техническому тесту команды Digital Foundry, специализирующейся на компьютерных играх и сопутствующем оборудовании, положительной стороной Assassin’s Creed Shadows является обновлённый движок Anvil, особенно глобальное освещение с трассировкой лучей (RTGI), которое подстраивается под открытый мир со сменой времён года, обеспечивая реалистичные эффекты, такие как отражение от движущихся источников и фильтрация света. Отмечены система Atmos, имитирующая погоду и ветер, а также геометрия микрополигонов, похожая на Nanite в Unreal Engine и устраняющая искажения уровней детализации твёрдых объектов. Версия для Windows показывает хорошие результаты производительности, в частности, компиляции шейдеров, хотя и не соответствующие Kingdom Come: Deliverance II. Благодаря апскейлингу, в большинстве контента, даже на относительно старых процессорах, например, AMD Ryzen 5 3600, можно удерживать 60 кадров в секунду, однако возникают проблемы с плавностью распределения при входе в города и перемещении в новые зоны карты. На более мощных чипах, таких как Ryzen 7 9800X3D, эти недостатки значительно уменьшаются, но не исчезают. В качестве решения рекомендуются динамическое разрешение, ограничение частоты кадров или вертикальная синхронизация. Кат-сцены ограничены соотношением сторон 16:9 и воспроизводятся с 30 кадрами в секунду. При смене внутриигрового времени суток кадровая частота падает на 25 %. На видеокартах с 8 ГБ памяти (GeForce RTX 4060) лучше устанавливать среднее качество текстур, а высокое на 12 ГБ и более. Кроме того, были обнаружены задержки при открывании дверей в логова и использовании подсказок в виде кнопок.